# Raghu Vira
Raghu Vira (Hindi रघु वीर Raghu Vīra; * 30. Dezember 1902 in Rawalpindi; † 14. Mai 1963 bei Kanpur, Uttar Pradesh) war ein indischer Indologe und Politiker.

## Leben
Raghu Vira war ab 1934 Gründungsdirektor der International Academy of Indian Culture in Lahore. Er war Herausgeber der klassischen Texte in Sanskrit und Pali. Vira ist bekannt als Verfasser von India and Asia und Herausgeber der Satapitaka-Buchreihe (Śata-piṭaka Series), die von seinem Sohn Lokesh Chandra fortgesetzt wird. Die Reihe erscheint seit 1957 in New Delhi und umfasst über 600 Bände.
Von 1948 bis 1950 war er Mitglied der Verfassunggebenden Versammlung Indiens (Constituent Assembly of India) und wurde 1952 in die Rajya Sabha gewählt. Im Dezember 1962 wurde er Vorsitzender der Bharatiya Jana Sangh. Er starb bei einem Autounfall nahe Kanpur während er auf Wahlkampftour für Ram Manohar Lohia war.